# Spraydate
Spraydate var ett svenskt community och dejtingsajt med över 800 000 användarprofiler som var en del av spray.se. Spraydate grundades 1999 som den första dejtingsajten i Sverige. Under de första 10 åren gick 450 000 medlemmar på en date och 150 000 hade inlett en relation med någon de träffat från Spraydate. Det var gratis att vara medlem, söka efter partner och kontakta en matchning på Spraydate.
I februari 2013 köptes Spraydate av Match.com. Under våren samma år flyttades medlemmarna över till Match.com. 2018 finns webbadressen kvar som inloggning till Match.com under namnet Spraydate by Match.